# Universitas Mataram
Universitas Mataram – indonezyjska uczelnia publiczna w mieście Mataram, na wyspie Lombok w prowincji Małe Wyspy Sundajskie Zachodnie. Została założona w 1962 roku.

## Wydziały
- Fakultas Hukum
- Fakultas Kedokteran
- Fakultas Keguruan dan Ilmu Pendidikan
- Fakultas Pertanian
- Fakultas Peternakan
- Fakultas Teknik
- Fakultas Teknologi Pangan dan Agroindustri
- Fakultas Ekonomi dan Bisnis
- Fakultas Matematika dan Ilmu Pengetahuan Alam

Źródło: .